# 西部二人組
西部二人組（せいぶににんぐみ - Alias Smith and Jones）は1971年1月から1973年1月までABCにより、3シーズン放送された西部劇コメディドラマ。日本では1972年4月から1973年8月にNHKで第2シーズンまでが放送された。その後、東京12チャンネル（現テレビ東京）系でも放送された。

## 概要
主演は、TV「可愛い妻ジュリー」などに出演したピート・デュエルとベン・マーフィー。1971年12月にピート・デュエルが自殺したため、代役としてロジャー・ディビスが彼の役を引き継いだ。制作は、ユニバーサルTVとパブリック・アーツ。代表製作者に「逃亡者」などのロイ・ハギンズ。当時のアメリカTV界の「暴力追放」的な雰囲気を反映し、「暴力否定」を前面に打ち出した。1969年の『明日に向って撃て!』の影響は否定できないが、制作者グレン・A・ラーソンの新しいタイプの西部劇を作ろうという構想による作品である。

## あらすじ
19世紀末頃のアメリカ西部、開拓時代も終わりを迎えつつある時代。銀行強盗、列車強盗で指名手配されているハンニバル・ヘイズとキッド・カーリーは善と悪とが同居し、天真爛漫で親しみと人間くささを持った二人組だった。このままの生活を続けても限界の来ることを察知した二人は折から出会った老婦人より、知事の恩赦の情報を得て古くからの馴染みのロム・トレバース保安官の口利きで条件付き恩赦ということになる。その条件とは一年間犯罪を犯さなければ、恩赦本決まりというもの。それまでは依然としてお尋ね者。理論家でポーカーと金庫破りの腕を持つヘイズと、ハンサムで気の優しいそれでいて凄腕のガンマンであるキッドカーリー。この二人、スミスとジョーンズという仮名を使い、彼らを取り巻く善良な人々そして悪人の間を綱渡りのようなスリルとユーモアですり抜けて行くという物語である。

## 日本版オープニング・ナレーション
『1800年代も未近く、アメリカは西部で大変に悪名を馳せたハンニバル・ヘイズとキッド・カーリーと申します無法者がおりました。このふたり、世間もろもろのムードから新しい時代の到来をいちはやく察しました。「いつまでも無法暮しでもあるまい。この辺で足を洗って堅気に」と、折から知事の出しました恩赦のお触れにソレッと応じましたところ、余りに大物ですので「オイソレとは許せない。一年間真面目人間で通せば恩赦本決まりにしよう」と言われます。さあ、本人はその気になりますが、あくまで知事との裏取引でございますから、事情を知らない保安官などは相変わらず「おたずね者御用だ！」と追っかけて参ります。それを逃げながら素っ堅気で一年という……誠に間尺に合わない立場となりました。ヘイズとカーリーまたの名をスミスとジョーンズ、果していかがな道中と相成りましょうや。まずはごゆるりと御覧のほどを……』

## キャスト
- ハンニバル・ヘイズ：ピート・デュエル（新克利）【第1話～第33話】、ロジャー・ディビス（高山栄）【第34話～第50話】
  - 偽名としてジョシュア・スミスを名乗る。名付け親はロム・トレバース保安官。ミス・ポーターへの紹介が初出。ただし、第一話「恩赦嘆願の始末」ではスミスのみ。ジョシュアの由来は不明、第2話「ポーカー大勝負」で、マクレディが銀行の頭取ピーターソンに紹介したのが初出(ただし日本語版)。
  - 手配書･･･賞金10,000ドル、ミッドウェスト鉄道による。29歳、身長:5フィート11インチ（約178cm）、体重:160ポンド（約72kg）、髪の色：濃い茶色 目の色：茶色、特徴なし中肉中背、地域最悪の無法者グループのリーダー、上記賞金は身柄確保又は死亡の確証により支払われる。

- ジェッド・キッド・カーリー：ベン・マーフィー（江守徹）
  - 偽名としてサディアス・ジョーンズを名乗る。命名は、ジョシュア・スミスに同じ。
  - 手配書･･･賞金10,000ドル、ミッドウェスト鉄道による。27歳、身長:5フィート11インチ（約178cm）、体重:165ポンド（約74kg）、髪の色：暗い金髪　目の色：青、特徴なし中肉中背、地域最悪の無法者グループのリーダー、上記賞金は身柄確保又は死亡の確証により支払われる。

- オープニングナレーション：ロジャー・ディビス【第1話～第15話、第17話～第33話】、ラルフ・ストーリー【第34話～第50話】（日本語版　名古屋章）

## エピソード

### Season 1
| 製作順 | サブタイトル               | オリジナル・サブタイトル         | 日本初回放映日 | 米初回放映日   |
| ------ | -------------------------- | -------------------------------- | -------------- | -------------- |
| 第1話  | 「恩赦嘆願始末」           | "Alias Smith & Jones"(90 min)    | 1972年04月08日 | 1971年01月05日 |
| 第2話  | 「ポーカー大勝負」         | "The McCreedy Bust"              | 1972年04月22日 | 1971年01月21日 |
| 第3話  | 「長居無用の町」           | "Exit From Wickenburg"           | 1972年06月24日 | 1971年01月28日 |
| 第4話  | 「謀略混戦列車」           | "Wrong Train to Brimstone"       | 1972年05月06日 | 1971年02月04日 |
| 第5話  | 「貨物列車の女」           | "The Girl in the Box Car #3"     | 1972年05月20日 | 1971年02月11日 |
| 第6話  | 「レースは終った」         | "The Great Shell Game"           | 1972年07月22日 | 1971年02月18日 |
| 第7話  | 「悪の古巣へ舞戻り」       | "Return to Devil's Hole"         | 1972年08月26日 | 1971年02月25日 |
| 第8話  | 「ダイヤモンド作戦」       | "A Fistful of Diamonds"          | 1972年08月12日 | 1971年03月04日 |
| 第9話  | 「銃撃戦7対7」             | "Stagecoach Seven"               | 1972年08月19日 | 1971年03月11日 |
| 第10話 | 「殺人旅行ガイド」         | "The Man Who Murdered Himself"   | 1972年09月16日 | 1971年03月18日 |
| 第11話 | 「最後に笑うやつ」         | "The Root of It All"             | 1972年09月30日 | 1971年03月25日 |
| 第12話 | 「5人目の犠牲者」          | "The Fifth Victim"               | 1972年10月07日 | 1971年04月01日 |
| 第13話 | 「サンファンからの旅」     | "Journey From San Juan"          | 1972年10月21日 | 1971年04月08日 |
| 第14話 | 「くえないやつが多すぎる」 | "Never Trust An Honest Man"      | 1972年09月09日 | 1971年04月15日 |
| 第15話 | 「執念の追跡」             | "The Legacy of Charlie O'Rourke" | 1972年10月28日 | 1971年04月22日 |

### Season 2
| 製作順 | サブタイトル               | オリジナル・サブタイトル                | 日本初回放映日 | 米初回放映日   |
| ------ | -------------------------- | --------------------------------------- | -------------- | -------------- |
| 第16話 | 「縛り首のキッド」         | "The Day They Hanged Kid Curry"(90 min) | 1972年11月4日  | 1971年9月16日  |
| 第17話 | 「万やむを得ず銀行破り」   | "How to Rob a Bank in One Hard Lesson"  | 1972年11月11日 | 1971年9月23日  |
| 第18話 | 「苦心の脱獄」             | "Jailbreak at Junction City"            | 1972年11月18日 | 1971年9月30日  |
| 第19話 | 「笑って死ね」             | "Smiler With a Gun"                     | 1972年12月2日  | 1971年10月7日  |
| 第20話 | 「追手はどこまでも」       | "The Posse That Wouldn't Quit"          | 1972年12月16日 | 1971年10月14日 |
| 第21話 | 「殺人事件の裏」           | "Something to Get Hung About"           | 1973年2月10日  | 1971年10月21日 |
| 第22話 | 「アパッチスプリングの町」 | "Six Strangers at Apache Springs"       | 1973年1月27日  | 1971年10月28日 |
| 第23話 | 「モンタナの赤犬」         | "Night of the Red Dog"                  | 1973年1月20日  | 1971年11月4日  |
| 第24話 | 「はなばなしき変身」       | "The Reformation of Harry Briscoe"      | 1973年2月3日   | 1971年11月11日 |
| 第25話 | 「いとしのクレメンタイン」 | "Dreadful Sorry Clementine"             | 1973年1月13日  | 1971年11月18日 |
| 第26話 | 「星条旗よ永遠なれ」       | "Shootout at Diablo Station"            | 1973年1月6日   | 1971年12月2日  |
| 第27話 | 「賞金稼ぎにゃ情けは無用」 | "The Bounty Hunter"                     | 1973年2月24日  | 1971年12月9日  |
| 第28話 | 「悪の墓標」               | "Everything Else You Can Steal"         | 1973年8月4日   | 1971年12月16日 |
| 第29話 | 「サンタマルタの奇跡」     | "Miracle at Santa Marta"                | 1973年3月10日  | 1971年12月30日 |
| 第30話 | 「疑惑の21日間」           | "Twenty One Days to Tenstrike"          | 1973年3月3日   | 1972年1月6日   |
| 第31話 | 「勝負あった！」           | "The McCreedy Bust-Going, Going, Gone"  | 1973年3月24日  | 1972年1月15日  |
| 第32話 | 「あぶない橋を二度渡る」   | "The Man Who Broke the Bank at Red Gap" | 1973年8月5日   | 1972年1月20日  |
| 第33話 | 「勝利の花火」             | "The Men That Corrupted Hadleyburg"     | 1973年3月31日  | 1972年1月27日  |
| 第34話 | 「20万ドルの火遊び」       | "The Biggest Game in the West"          | 1973年8月27日  | 1972年2月3日   |
| 第35話 | 「OK牧場への片道切符」     | "Which Way to the O.K. Corral?"         | 1973年8月28日  | 1972年2月10日  |
| 第36話 | 「報復はあらゆる手で」     | "Don't Get Mad, Get Even"               | 1973年8月29日  | 1972年2月17日  |
| 第37話 | 「ワルに乾杯！」           | "What's in it for Mia?"                 | 1973年8月30日  | 1972年2月24日  |
| 第38話 | 「欲にころぶ町」           | "Bad Night in Big Butte"                | 1973年8月31日  | 1972年3月2日   |

### Season 3
第3シーズンは日本未放送。
| 製作順 | オリジナル・サブタイトル                  | 米初回放映日   |
| ------ | ----------------------------------------- | -------------- |
| 第39話 | "The Long Chase"(90 min)                  | 1972年9月16日  |
| 第40話 | "High Lonesome Country"                   | 1972年9月23日  |
| 第41話 | "The McCreedy Feud"                       | 1972年9月30日  |
| 第42話 | "The Clementine Ingredient"               | 1972年10月7日  |
| 第43話 | "Bushwhack"                               | 1972年10月21日 |
| 第44話 | "What Happened At The XST?"               | 1972年10月28日 |
| 第45話 | "The Ten Days That Shook Kid Curry"       | 1972年11月4日  |
| 第46話 | "The Day The Amnesty Came Through"        | 1972年11月25日 |
| 第47話 | "The Strange Fate of Conrad Meyer Zulick" | 1972年12月2日  |
| 第48話 | "McGuffin"                                | 1973年12月9日  |
| 第49話 | "Witness to a Lynching"                   | 1973年12月16日 |
| 第50話 | "Only Three to a Bed"                     | 1973年1月13日  |

## スタッフ
- 製作総指揮：ロイ・ハギンズ
- 製作：グレン・A・ラーソン
- 監督：ジェフリー・ハイデン、アレクサンダー・シンガー　他
- 撮影：ジーン・ポリトー　他
- 音楽：ビリー・ゴールデンバーグ、ジョン・アンドリュー・タータグリア　他
- 日本語版製作：東北新社[2]
- 日本語訳：佐藤一公
- 日本語版演出：加藤敏[2]

## DVD・ビデオ
- 西部二人組 DVD-BOX シーズン1
- 西部二人組 DVD-BOX シーズン2
- 西部二人組 DVD-BOX シーズン3
- 西部二人組 シーズン1～3 全巻 DVD-BOX 全13枚セット

## その他
- プロデューサーのグレン・A・ラーソンがあるパーティーでピート・デュエルと偶然会い雑談しているうちに話が西部劇の話題になった。ラーソンは日頃からあたためているアイデアとイメージをピートに伝えると彼の方でも大いに関心を示してきて二人の話にはますます熱が入ってき始めた。そのうちピートがぽつりとこういった。「新しい西部劇ってのは理論や頭脳で事件を解決する、というパターンじゃないかな。だってこれまでのウエスタンの結末と言えば必ず決闘シーンが出てきてパーン、パーンと撃ち合っていた。こんなものはもう見飽きたっていう感じがする。かといってまるっきりピストルやライフルを使わないんじゃ物足りないかも知れないけどアイデアとしては新鮮だろうね」[要出典]。
- 第2シーズン撮影中の1971年12月31日のピート・デュエルの自殺により、第34話以降のハンニバル・ヘイズ役をロジャー・ディビスが演じた。ロジャー・ディビスは、オープニングのナレーションと第19話「笑って死ね」Smiler With a Gunのお笑いダニー役で出演していた。[3]
- スミスは、アメリカでのありふれた姓の代表格、第一位。姓の順位リスト自体をスミスリストという。ちなみに、2位以下は、ジョンソン、ウイリアムス、ブラウン、ジョーンズ。[要出典]
- ベン・マーフィーは、空手を学んでいたことがある。その道場の日本人に、ベン・マーフィーのベンをとって”勉”(ツトム)と呼ばれていた。[要出典]